# Vatan (Indre)
Vatan település Franciaországban, Indre megyében. Lakosainak száma 1959 fő (2022. január 1.). Vatan La Chapelle-Saint-Laurian, Giroux, Liniez, Ménétréols-sous-Vatan, Meunet-sur-Vatan, Paudy, Reboursin és Saint-Florentin községekkel határos.

## Népesség
A település népessége az elmúlt években az alábbi módon változott:
| Lakosok száma | 2194 | 2046 | 2022 | 2015 | 2018 | 2048 | 1988 | 1945 | 1935 | 1959 |
|               | 1968 | 1982 | 1990 | 2006 | 2013 | 2015 | 2017 | 2019 | 2020 | 2022 |